# Дэвис-Тоуп, Эмили
Эмили Дэвис-Тоуп (англ. Emily Davis-Tope; 2 августа 2001, Торонто, Онтарио, Канада) — австралийская хоккеистка, защитник студенческой команды «Онтарио Тек Риджбекс», выступающей в ассоциации студенческого спорта Канады (U Sports). Выступала за команду женского чемпионата Австралии «Мельбурн Айс» и сборную штата Виктория до 15 лет. С 2017 по 2019 год играла в академии хоккея в Келоуне — Pursuit of Excellence. Игрок национальной сборной Австралии, дебютировавшая в 2017 году. Выступала на четырёх дивизионных турнирах чемпионата мира до 18 лет в составе юниорской сборной Австралии.

## Биография
Эмили Дэвис-Тоуп родилась в Торонто. В детстве её семья переехала Австралию. Она выросла в Бендиго, штат Виктория, вместе с братом-близнецом Чарли и старшим братом Дэвидом, которые начали заниматься хоккеем. В детстве Эмили занималась футболом, теннисом и фигурным катанием. В 9 лет по примеру братьев попробовала себя в хоккее. Дэвис-Тоуп была только второй девочкой своего возраста, игравшей в хоккей. В отличие от Дэвида, который был вратарь, Эмили стала играть в защите. В 2014 году она вошла в сборную Виктории для участия в «Де Фрис Трофи» (англ. De Fris Trophy) — национальном турнире до 15 лет. С сезона 2015/16 она стала играть за команду «Мельбурн Айс» в женском чемпионате Австралии. В январе 2017 года Дэвис-Тоуп дебютировала за юниорскую сборную Австралии, сыграв на квалификационном турнире первого дивизиона чемпионата мира. В следующем году она сыграла за национальную сборную Австралии во втором дивизионе чемпионата мира 2017.
В 2017 году Дэвис-Тоуп переехала в Канаду, чтобы улучшить свои хоккейные навыки. Она поступила в академию хоккея в Келоуне — Pursuit of Excellence. В январе Эмили была назначена капитаном юниорской сборной. Она была признана лучшим игроком своей команды на юниорском чемпионате мира. В январе 2019 года Дэвис-Тоуп сыграла на своём четвёртом турнире мирового первенства до 18 лет. После завершения чемпионата мира у неё стало 16 сыгранных матчей, лучший результат совместно с 3-мя другими австралийскими хоккеистками. В 2019 году Эмили поступила в Технический университет Онтарио, где стала изучать кинезиологию. Она начала играть за студенческую команду «Онтарио Тек Риджбекс» в организации U Sports. В начале 2020 года семья Дэвис-Тоуп в Австралии находилась вблизи сильных лесных пожаров.

## Статистика
| Легенда | Легенда                    | Легенда | Легенда                   | Легенда | Легенда    |
| ------- | -------------------------- | ------- | ------------------------- | ------- | ---------- |
| И       | Количество проведённых игр | Штр     | Штрафное время            | +/−     | Плюс-минус |
| Г       | Голы                       | П       | Голевые передачи          | О       | Очки       |
| -       | Статистика неизвестна      | —       | Статистика не учитывалась |         |            |

### Международная
По данным: Eurohockey.com Архивная копия от 3 мая 2021 на Wayback Machine и Eliteprospects.com Архивная копия от 31 октября 2020 на Wayback Machine

## Достижения
Личные
| Год  | Команда            | Достижение                                                                                            | Достижение |
| ---- | ------------------ | --- | ---------- |
| 2018 | Австралия (юниор.) | Лучший игрок команды в группе B первого дивизиона юниорского чемпионата мира                          |            |
| 2019 | Австралия (юниор.) | Лучший игрок команды в квалификационном турнире группы B первого дивизиона юниорского чемпионата мира |            |

- По данным Eliteprospects.com Архивная копия от 31 октября 2020 на Wayback Machine.

## Рекорды
Австралия (до 18)
- Наибольшее количество сыгранных матчей на юниорских чемпионатах мира — 16 (совместно с 3-мя хоккеистками)

По данным: Eliteprospects.com Архивная копия от 3 мая 2021 на Wayback Machine